# Ulomyia montanoi
Ulomyia montanoi is een muggensoort uit de familie van de motmuggen (Psychodidae). De wetenschappelijke naam van de soort is voor het eerst geldig gepubliceerd in 1984 door Salamanna & Raggio.